# Дюшен, Антуан Николя
Антуа́н Николя́ Дюше́н (фр. Antoine Nicolas Duchesne; 7 октября 1747, Версаль — 18 февраля 1827, Париж) — французский ботаник, натуралист (естествоиспытатель) и садовод.

## Биография
Антуан Николя Дюшен родился в городе Версаль 7 октября 1747 года. Известен своими наблюдениями за изменениями внутри вида и демонстрацией того, что виды не являются неизменными, так как могут возникать мутации. Так как Дюшен проводил наблюдения без помощи знаний современных концепций генетики и молекулярной биологии, его понимание было действительно замечательным. Антуан Николя Дюшен работал садоводом в Версале, где он был студентом такого ботаника, как Бернар де Жюссьё. Дюшен вёл переписку с выдающимся шведским учёным Карлом Линнеем. Его переписка с Линнеем длилась с 10 ноября 1764 года до 17 марта 1773 года. Антуан Николя Дюшен умер в Париже 18 февраля 1827 года.

## Научная деятельность
Антуан Николя Дюшен специализировался на семенных растениях.

## Научные работы
- Manuel de botanique, contenant les propriétés des plantes utiles, 1764.
- Histoire naturelle des fraisiers contenant les vues d'économie réunies à la botanique et suivie de remarques particulières sur plusieurs points qui ont rapport à l'histoire naturelle générale, Didot jeune, Paris 1766.
- Le Jardinier prévoyant, contenant par forme de tableau, le rapport des opérations journalières avec le temps des récoltes successives qu'elles préparent (11 Bände), Didot jeune, Paris 1770—1781.
- Sur la formation des jardins, Dorez, Paris 1775.
- Le Porte-feuille des enfans, mélange intéressant d'animaux, fruits, fleurs, habillemens, plans, cartes et autres objets.... Mérigot jeune, Paris, [n.d., probably 1784].
- Le Livret du ″Porte-feuille des enfans″, à l'usage des écoles... d'après la loi du 11 germinal an IV. Imprimerie de Gueffier, Paris, an VI — 1797.
- Le Cicerone de Versailles, ou l'Indicateur des curiosités et des établissemens de cette ville.... J.-P. Jacob, Versailles, an XII — 1804; revised and augmented in 1815.

## Почести
Род растений Duchesnea Sm. был назван в его честь.